# Yamamoto Kyūjin
Yamamoto Kyūjin (japanisch 山本 丘人, eigentlicher Vorname: Masayoshi (正義); geb. 15. April 1900 in der Stadt Tokio (heute: Tokio); gest. 10. Februar 1986) war ein japanischer Maler der Nihonga-Richtung in der Shōwa-Zeit.

## Leben und Werk
Yamamoto wurde nach dem Abschluss an der Abteilung für Nihonga an der Kunstakademie Tokio (東京美術学校 Tōkyō bijutsu gakkō) Schüler von Matsuoka Eikyū (1881–1938). Von ihm übernahm aus dessen Künstlernamen die zweite Silbe, das kyū. 1929 schloss er sich der Shinkō Yamato-e Kai (進行大和絵会) an, in der sich Eikyūs Schüler zusammen gefunden hatten, um die traditionelle Kunst des Yamato-e weiterzuentwickeln. So begann auch er, Landschaften in diesem Stil zu malen. Mit weiteren Schülern von Matsuoka Eikyū, Sugiyama Yasushi, Kamada Masao, Okada Noboru, Matsuoka Sadao und anderen gründete er 1934 die Rusō Gasha (瑠爽画社) genannte Vereinigung mit dem Ziel, neue Formen zu entwickeln. Er reichte auf der Teiten und der Shin-Bunten Bilder ein und gewann 1936 eine Auszeichnung, die seine Anerkennung steigerte. 1943 organisierte er mit Freunden die Kokudo-kai (国土会) und wurde 1944 auch Assistenzprofessor an seiner Hochschule, zusammen mit Okumura Togyū.
1948 gründete Yamamoto, zusammen mit Uemura Shōkō, Yoshioka Kenji und anderen, die „Kreative Kunst“ (創造美術 Sōzō bijutsu), die sich später in der „Neuen kreativen Vereinigung“ (新製作派協会 Shin seisaku-ha kyōkai) aufging. Kyūjin verließ die Vereinigung 1974 und gründete eine neue Gesellschaft, die Sōga-kai (創画会).
Kyūjins Landschaften, die dynamisch die wechselnden Jahreszeiten zeigen, reflektieren eine tiefe Lyrik und eine sehr persönliche Sicht auf die Welt. Er gewann 1950 den Förderpreis des Kultusministers (藝術選奨文部大臣賞 Geijutsu senshō mombu daijin shō), 1964 den Preis der Japanischen Akademie der Künste, wurde 1977 zur Person mit besonderen kulturellen Verdiensten erhoben und erhielt gleichzeitig auch den Kulturorden. im selben Jahr gründete er zusammen mit Sugiyama, Takayama Tatsuo und Higashiyama Kaii die „Gesellschaft des weißen Regenbogens“ (白虹会, Hakkō-kai).
Repräsentative Werke sind „Landschaft im Sonnenuntergang“ (夕焼け山水 Yūyake sansui; 1961) im Riccar-Kunstmuseum (Tōkyō) und „Felder im Nebel“ (砂霧野 Sagiri no; 1970) im Nationalmuseum für Moderne Kunst in Tōkyō. – 1988 wurde in Oyama in der Präfektur Shizuoka das „Yamamoto-Kyūjin-Gedächtnismuseum“ (山本丘人記念館 Yamamoto Kyūjin kinenkan) eröffnet.